# HMS Inconstant (H49)
«Інконстант» (англ. HMS Inconstant (H49) — військовий корабель, ескадрений міноносець типу «I», що будувався на замовлення Туреччини, але в 1939 році був придбаний Королівським військово-морським флотом Великої Британії й узяв активну участь у подіях часів Другої світової війни.

## Історія створення
Ескадрений міноносець «Інконстант» був закладений 24 травня 1939 року на верфі компанії Vickers-Armstrongs у Барроу-ін-Фернес. 24 лютого 1941 року він був спущений на воду, а 24 січня 1942 року увійшов до складу Королівських ВМС Великої Британії.

## Історія служби
«Інконстант» проходив службу у складі британських ВМС у роки Другої світової війни на морі, бився у Північній Атлантиці, біля берегів Європи, супроводжував атлантичні та арктичні транспортні конвої. Затопив німецький підводний човен U-409 та у взаємодії з «Фейм» і «Гевлок» — U-767.
За проявлену мужність та стійкість у боях бойовий корабель нагороджений шістьма бойовими відзнаками.
Після війни, 9 березня 1946 року повернений Туреччині, у ВМС якої служив до 1960 року, потім зданий на злам.